# Heliconius sergestus
Heliconius sergestus är en fjärilsart som beskrevs av Gustav Weymer 1893. Heliconius sergestus ingår i släktet Heliconius och familjen praktfjärilar. Inga underarter finns listade i Catalogue of Life.